# دبليو 63 (قنبلة نووية)
دبليو 63 أنتج بواسطة دخول مختبر لورانس ليفرمور منافسة مع مختبر لوس ألاموس لتصميم رأس حربي لصاروخ ام جي ام-52 لانس التكتيكي السطحي.
في يوليو 1964 بدأ كل من ليفرمور ولوس ألاموس بتطوير الرؤوس الحربية المتنافسة للانس. تم إلغاء التصميم  في سبتمبر 1964.